# エドゥアール・ダラディエ
エドゥアール・ダラディエ（Édouard Daladier, 1884年6月18日 - 1970年10月10日）はフランスの政治家。3度に渡って首相を務めた（在任：1933年、1934年、1938年 - 1940年）。このほか17の閣僚経験を持つ（兼任も含む）。

## 生涯
1884年6月18日、ヴォクリューズ県カルパントラに生まれる。カルパントラのリセのグランゼコール準備級に通い、歴史地理学のアグレガシオンを最初に取得した。1909年、ニームのリセで教師に就任、1911年にはカルパントラの市長に選ばれた。第一次世界大戦では陸軍に参加し、兵卒から中尉に昇進して中隊指揮官となった。
1919年、急進社会党の党員としてヴォクリューズ県選出の代議院（下院）議員となる。彼はその風貌から「ヴォクリューズの雄牛」と呼ばれ人気を集めた。1924年にエリオ内閣に植民地相として入閣して以来、急進社会党の参加する連立内閣で7度閣僚として入閣している。

### 三度の首相
1933年にはルブラン大統領の元ではじめて首相に就任した。内閣は9ヶ月で倒れたが、この時期のフランスの首相としては長い部類に入る。
1934年にスタヴィスキー事件による混乱でショータン内閣が倒れると、後任の首相に選ばれた。しかし混乱の収拾に失敗し、大規模な反政府デモで死者が発生した責任を取り、わずか10日で辞職した。
1936年には急進社会党党首となり、ブルムの人民戦線内閣の国防大臣となる。しかし急進社会党は共産党と対立しており、1937年の人民戦線内閣の崩壊を招いた。ショータン、ブルムの短期間の内閣が続いた後、1938年、3度目の首相に就任した。

### ミュンヘン会談

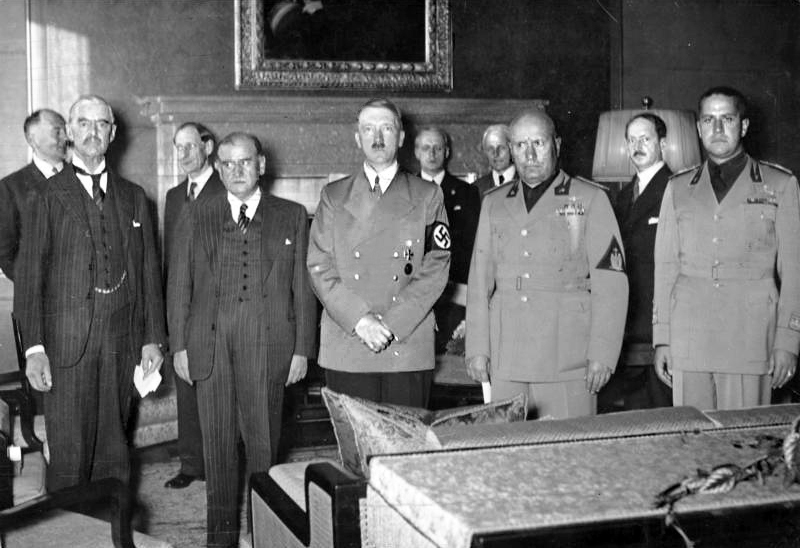
ミュンヘンに集まった仏英独伊の首脳。左からチェンバレン、ダラディエ、ヒトラー、ムッソリーニ、チャーノ伊外相

1938年9月24日、ドイツがチェコスロバキアにズデーテン地方の割譲を要求すると、ダラディエはチェコスロバキアとの相互援助条約に基づき軍の総動員令を発令した。再度の世界大戦が懸念される中、9月29日にミュンヘンに英仏独伊4ヶ国の首脳が集まりミュンヘン会談が開かれた。
会議では対独宥和政策に基いてイギリスと協調し、チェコスロバキアにズデーテン地方等の割譲を要求するミュンヘン協定に調印した。各国の動員は解除され、帰国したダラディエは世界大戦を回避した首相として国民に熱狂的に迎えられた。しかしこの時、補佐官のサン=ジョン・ペルスに対して「この連中は正気ではない」と語ったという。
イギリスのネヴィル・チェンバレン首相と同じく、ドイツに対する弱腰外交を展開したと見られがちだが、彼自身はドイツへの不信から宥和政策に懐疑的であった。しかしダラディエは国防相経験者でもあったためフランス軍がドイツ軍と戦える状態でなかったことを認識しており、軍の体勢が整うまでの猶予期間を得るために、やむを得ず宥和政策を遂行していたのである。

### 第二次世界大戦
1939年9月1日にドイツのポーランド侵攻が起きると、同年9月3日にフランスはドイツに対してイギリスと共同で宣戦布告し、第二次世界大戦が始まった。しかし、ドイツの報復を恐れるあまりに活発な海上戦闘とは裏腹にドイツ領土への攻撃には消極的であり、フランス軍はフランス・ベルギー国境周辺でとどまったため、「奇妙な戦争（drôle de guerre）」（まやかし戦争のフランス語名）と呼ばれた。この間、冬戦争が起き、ソビエト連邦を追放する国際連盟の決議をフランスは主導してフィンランドに武器を援助し、議会でも仏ソ相互援助条約を反故にして対ソ宣戦と派兵を求める声が高まった。ポーランド侵攻が起きた際に設置された英仏最高戦争評議会で英仏は軍事戦略を調整し、ダラディエはドイツに石油を供給するソ連領のコーカサス地方への爆撃を提案するもソ連への宣戦布告を嫌ったイギリスから拒否されたため、英仏はフィンランド支援と国際連盟の決議を口実にスウェーデンの鉄鉱山やノルウェーの港を占領することでドイツへの鉄鉱石供給を停止する計画で一致した。しかし、フィンランドは義勇軍を歓迎しつつ正規軍の受け入れを謝絶し、スウェーデンとノルウェーもドイツとソ連を敵に回すことを恐れて英仏軍の領内通過を拒否した。
1940年3月、フィンランドがモスクワ講和条約をソ連と結んだことを受けて、議会ではフィンランドを支援できなかったダラディエに対する批判が高まった。3月21日に内閣は総辞職し、レノーが後継首相となった。しかしレノーは無党派であったために急進社会党の支援を求め、ダラディエは国防相となることを条件にして入閣した。5月9日、レノーは連合軍総司令官であったモーリス・ガムラン陸軍参謀総長を弾劾して更迭を求めたが、ダラディエはガムランと友人であったために反対、更迭は否決された。
5月10日にナチス・ドイツのフランス侵攻が始まるとフランス軍は各地で敗北した。これらの敗北はガムランの拙劣な戦争指導も一因とされている。5月20日には内閣改造が行われ、ダラディエは国防相から外相となり、ガムランも総司令官から解任された。6月にフランスが降伏し、ヴィシー政権が成立すると、彼はモロッコに逃亡した。しかし8月6日には逮捕され、拘束された。1942年にはリオンにおいてフランス敗北の戦犯としてヴィシー政権の主宰する裁判にかけられたが、判決を受ける前に裁判は中止された。1943年にはブルムとともにドイツに連行され、ブーヘンヴァルト強制収容所に収容された。のちに上流階級出身者や有名人が収容されたチロルのイッター城に移された。

### 戦後
1945年5月、ヒトラー死後のドイツ陸軍とアメリカ陸軍の混合部隊が、ドイツの第17SS装甲擲弾兵師団と戦った有名な「イッター城の戦い」を経て収容所から救出された。
第二次世界大戦後は代議院議員の傍らアヴィニョン市長を1953年から1958年まで務めたが、シャルル・ド・ゴール大統領の第五共和政の成立にはピエール・マンデス=フランスとともに反対している。